# Agathe Bridau
Agathe Bridau, nascida Agathe Rouget em 1773 em Issoudun, é uma personagem Comédia Humana de Honoré de Balzac.
Ela aparece em apenas um romance: La Rabouilleuse, onde ela representa o tipo de mãe cega pelo amor a um filho que não o merece (Philippe Bridau).
Seu pai, o doutor Rouget, recusa-se a reconhecê-la como filha. Ele suspeita que sua esposa o enganou com o pai de Étienne Lousteau, o subdelegado Lousteau. Deserda-a em favor de seu filho Jean-Jacques.
Em 1793, ele se desembaraça dela enviando-a a Paris, confiando-a a um tio materno, Descoing, proprietário de uma loja de secos e molhados.
Em 1794, a grande beleza de Agathe impressiona Bridau, secretário do ministério do interior. Bridau, tão honesto e reto quanto Agathe, casa-se com ela tendo por dote apenas um adiantamento de cem mil francos da herança, para grande satisfação de Rouget-pai.
Fanaticamente ligado a Napoleão Bonaparte, o marido de Agathe morre de esgotamento em 1808, deixando a jovem mulher sob a proteção de Bonaparte, que cuida da educação dos dois filhos do casal, Philippe Bridau e Joseph Bridau.
Em 1811, ela recebe uma magra subvenção do Imperador, que a obriga a controlar seu estilo de vida. Ela toma um apartamento com sua tia, Madame Descoing.
Cega por seu amor a seu filho mais velho, Philippe, ela se deixa roubar por ele. E não tem nenhuma confiança no talento de seu filho mais jovem, Joseph, que, contudo, provê discretamente as necessidades da família.
Em 1814, ela já está arruinada. Mas será ainda mais quando seu filho Philippe tira sob seu nome uma letra de câmbio, e quando Mestre Roguin vai à falência, levando suas últimas economias. Mestre Desroches a aconselha a exigir de seu irmão Jean-Jacques sua parte da herança paterna, que Flore Brazier, amante dele, esperar conseguir para si através de artimanhas.
Em 1822, graças à ajuda do abade Loraux, Agathe obtem a administração de uma casa de loteria pertencente a Honorine de Bauvan.
Neste mesmo ano, Agathe se muda para Issoudun com seu filho mais jovem, Joseph. Ela retorna para lá para o casamento de seu irmão com Flore Brazier que, tornada viúda dele, casa com o filho mais velho de Agathe, Philippe, uma artimanha deste para ficar com o dinheiro do tio.
Rico com a herança da esposa, Philippe ocupa um lugar de proeminência no mundo parisiense, enquanto Agathe agoniza na mais extrema pobreza.
Os cuidados de Horace Bianchon e as atenções de seu filho mais novo não bastam para salvá-la. Ela morre se arrependendo de nunca ter amado mais Joseph.